# Pinsesol
|  | Denne artikel er oprettet af botten PalnaBot ud fra en ekstern database. Den kan derfor have sproglige fejl eller mangler. Denne skabelon kan fjernes efter kontrol af indholdet. |

Pinsesol er en film instrueret af Svend Aage Lorentz.

## Handling
Et solfyldt, impressionistisk stemningsbillede af en gammel folkelivstradition - københavnernes udflugt pinsemorgen til De små haver i Pileallé for at se pinsesolen danse. Familier der kommer med madkurv, Madam Blå og snapsen, som man betaler proppenge for at have medbragt.